# Ormosia bancana
Ormosia bancana är en ärtväxtart som först beskrevs av Friedrich Anton Wilhelm Miquel, och fick sitt nu gällande namn av Elmer Drew Merrill. Ormosia bancana ingår i släktet Ormosia och familjen ärtväxter. Inga underarter finns listade i Catalogue of Life.